# Францев, Сергей Сергеевич
Серге́й Серге́евич Фра́нцев (17 марта 1959, Курск, СССР) — советский и российский футбольный тренер.

## Биография
Занимался футболом в курской ДЮСШ-3. После окончания средней школы уехал в Ленинград, где получил физкультурное образование в педагогическом университете имени А. И. Герцена. Позднее окончил высшую школу тренеров.

## Тренерская карьера
Свою тренерскую карьеру Францев начинал детско-юношеским тренером команды Ленинградского металлического завода. В 1991 году являлся главным тренером команды «Кировец». В 1992—1993 годах — тренер черняховского «Прогресса», в 1994—1996 годах возглавлял команду петербургской СДЮШОР «Смена», в 1995 году являлся ассистентом главного тренера петербургского клуба «Сатурн-1991». В 1996—1997 годах был главным тренером «Металлурга» Пикалёво, с которым занял первое место в КФК, зона «Северо-Запад». В 1997—1998 годах — главный тренер орехово-зуевского «Спартака-Орехово», с которым стал победителем второго дивизиона и вышел в первый дивизион. В 2000 году работал помощником главного тренера в могилёвском «Торпедо-Кадино». В 2001 году возглавлял сборную Ленинградского военного округа, с которой стал чемпионом Вооружённых сил России. В 2001—2002 годах тренировал минское «Торпедо-МАЗ». В период с 2002 по 2004 год работал помощником Олега Долматова в «Динамо» СПб, полтавской «Ворскле» и ярославском «Шиннике». В 2005 году был сначала генеральным директором, а затем и главным тренером в нижегородской «Волге». В 2006 году был помощником Олега Долматова в московском «Локомотиве». В 2007—2009 годах являлся менеджером по селекции и помощником того же Долматова в «Ростове». В 2010 году возглавлял «Динамо» (Санкт-Петербург), а в 2011 году — калининградскую «Балтику». С 5 июля 2011 года по 16 апреля 2012 года был помощником Олега Долматова в «Химках». 14 мая 2012 года возглавил «Авангард» из родного Курска. 17 апреля 2013 года, после домашнего поражения от саратовского «Сокола» (0:3), подал в отставку.
В конце мая 2015 года был отправлен в отставку в эстонском клубе «Калев» Силламяэ, с которым в сезоне 2014 года завоевал серебряные медали чемпионата Эстонии. В 2018 году привел команду «Нымме Калью» к золотым медалям, а весной 2019 завоевал Суперкубок Эстонии.
В декабре 2020 года вернулся в «Нымме Калью» на пост главного тренера.
В 2022 году — заведующий-методист в футбольном клубе «Кировец-Восхождение» центра подготовки футболистов «Восхождение» (Санкт-Петербург).

## Достижения

### Россия
- Первое место во втором дивизионе: 1998

### Эстония
- Мейстрилига
  - Чемпион (1): 2018
- Суперкубок Эстонии
  - Победитель (1): 2019

### Личные
- Лучший футбольный тренер года в Эстонии: 2018[7]